# Brăila
Brăila ([brəˈila]ⓘ) is een stad in Roemenië aan de Donau, historisch behorend tot het landsdeel Walachije. De stad telt 210.245 inwoners (2010) en heeft een belangrijke binnenvaarthaven.
Brăila stond in het verleden ook bekend onder haar Turkse namen Ibrail en Ibraila. De stad kwam in 1829 bij het Verdrag van Adrianopel aan Walachije, na eeuwenlange Ottomaanse overheersing. De citadel werd ontmanteld en de stad kreeg een systematisch, halvemaanvormig stratenplan met radiaalwegen.
Voor buurland Bulgarije is de stad van belang, omdat de voorloper van de Bulgaarse Academie van Wetenschappen er in 1869 door Bulgaarse emigranten werd opgericht. Groter dan de Bulgaarse gemeenschap was de Griekse, die in de 19de eeuw de scheepvaart op de Donau domineerde. De stad heeft een Griekse kerk die uit 1872 dateert. Uit hun kringen kwamen de avant-gardecomponist Iannis Xenakis (1922-2001) en de surrealistische dichter Andreas Embirikos (1901-1975) voort, die beiden in Brăila werden geboren, maar er maar kort woonden. Ook de Franstalige schrijver Panait Istrati (1884-1935) was half Grieks. Van Joodse afkomst waren Mihail Sebastian, een andere belangrijke schrijver, die er in 1907 als Iosif Hechter werd geboren, en de avant-gardekunstenaar M.H. Maxy (1895-1971).

## Bevolking
In 1930 telde Brăila 68.347 inwoners, waarvan 75,4% Roemenen, 9,7% Joden en 6,7% Grieken.
- 1977: 195.659
- 1992: 234.110
- 2002: 216.929
- 2010: 210.245

## Geboren in Brăila
- Panait Istrati (1884-1935), schrijver
- Max Herman Maxy (1895), beeldend kunstenaar
- Andreas Embirikos (1901), Grieks dichter
- Mihail Sebastian (1907-1945), schrijver
- Iannis Xenakis (1922-2001), Grieks componist
- Nicolae Rainea (1933-2015), voetbalscheidsrechter
- Beatrice Căslaru (1975), zwemster
- Camelia Potec (1982), zwemster en olympisch kampioene (2004)
- Diana Mocanu (1984), zwemster en olympisch kampioene (2000)
- Dragos Agache (1984), zwemmer